# The Chaperone
The Chaperone é um filme de comédia produzido nos Estados Unidos, dirigido por Stephen Herek e lançado em 2011 pela WWE Studios. Foi protagonizado por Triple H, Yeardley Smith, Ariel Winter, Kevin Corrigan, José Zúñiga, Kevin Rankin, Enrico Colantoni e Israel Boussard.